# Ulrich Ritzel
Pour les articles homonymes, voir Ritzel.
Ulrich Ritzel (né en 1940 à Pforzheim) est un journaliste et écrivain allemand, auteur de roman policier.

## Biographie
Ulrich Ritzel a passé son enfance et sa jeunesse dans le Jura souabe ; depuis 1998, il vit de sa plume près du Lac de Constance et depuis 2006 aussi à Ulm.
Ritzel a étudié le droit à Tübingen, Berlin et Heidelberg. Puis il a écrit dans plusieurs journaux de Mannheim, Kempten, Aichach, Nördlingen, Francfort-sur-le-Main (Frankfurter Rundschau), Friedrichshafen (Schwäbische Zeitung) et Ulm (rédacteur en chef de Südwest-Presse). Il a été distingué en 1980 par le Wächterpreis de la presse quotidienne allemande.
Après 35 années consacrées au journalisme, au cours desquelles il a rédigé de nombreuses chroniques judiciaires, Ritzel écrit des romans policiers et des récits policiers, dont l'action se situe dans l'Allemagne du sud.

## Thèmes
Le roman Der Schatten des Schwans  (À l'ombre du cygne) publié en 1999 explore les coulisses de la société. Au cours de l'hiver 1998, le corps d'un homme originaire de Görlitz, bourré de médicaments psychotropes, est trouvé dans une carrière enneigée près d'Ulm. Les enquêtes du commissaire Berndorf et de sa collègue Tamar Wegenast se recoupent avec la recherche d'un condamné à perpétuité qui s'est évadé de façon spectaculaire et qui agresse de façon sanglante avec un rasoir les personnes qui avaient participé à sa condamnation 17 ans auparavant, à Ulm et dans les environs. Les enquêtes établissent des liens avec une clique de célébrités politiques, économiques et scientifiques et se concluent par un spectaculaire déballage médiatique devant les caméras de télévision au pied de la cathédrale d'Ulm.
Le titre du roman est une citation du poème Wach de Sarah Kirsch, extrait du recueil Erlkönigs Töchter (Les filles du roi des aulnes) publié en 1992.
Le roman Schwemmholz (Bois flottant) paru en 2000, débute par un incendie criminel dans une baraque de chantier. Deux extrémistes de droite sont inculpés puis libérés faute de preuves. Alors que d'autres actes de violence sont commis, l'enquête montre à quel point certaines entreprises de construction sont impliquées en lien avec les hommes politiques locaux. À la fin, une poursuite spectaculaire au bord du lac de Constance retient l'attention du lecteur.

## Œuvres
Les œuvres de Ritzel n'ont pas été traduites en français :
- Der Schatten des Schwans, roman (1999)
- Schwemmholz, roman (2000)
- Die schwarzen Ränder der Glut, roman (2001)
- Der Hund des Propheten, roman (2003)
- Halders Ruh, nouvelles (2005)
- Uferwald, roman (2006)
- Forellenquintett, roman (2007)
- Beifang, roman (2009)
- Schlangenkopf, roman (2011)
- Trotzkis Narr, roman (2013)
- Nadjas Katze, roman (2016)
- Die 150 Tage des Markus Morgart, roman (2019)

## Prix
En 2001 Ulrich Ritzel a été distingué par le Prix du polar allemand pour son deuxième roman Schwemmholz, peu de temps après avoir publié en 1998 son premier roman Der Schatten des Schwans, écrit en quelques semaines et qui a connu un grand succès dès sa publication. En 2004 il a reçu le Prix du polar de Burgdorf suisse pour son quatrième roman Der Hund des Propheten (Le Chien des prophètes).

## Crédit d'auteurs
- (de) Cet article est partiellement ou en totalité issu de l’article de Wikipédia en allemand intitulé « Ulrich Ritzel » (voir la liste des auteurs).